# Anastrepha munda
Anastrepha munda är en tvåvingeart som beskrevs av Ignaz Rudolph Schiner 1868. Anastrepha munda ingår i släktet Anastrepha och familjen borrflugor.
Artens utbredningsområde är Venezuela. Inga underarter finns listade i Catalogue of Life.